# Ubstadt
Ubstadt ist ein Ortsteil der Gemeinde Ubstadt-Weiher im Landkreis Karlsruhe in Baden-Württemberg. Bis zur Kreisreform am 1. Januar 1973 gehörte Ubstadt zum Landkreis Bruchsal.

## Lage und Verkehrsanbindung
Weiher liegt am Kraichgaurand an der B 3. Am westlichen Ortsrand verläuft die Kreisstraße K 3575 und am südwestlichen Ortsrand die Landesstraße L 554. Nördlich erstreckt sich das 96,2 ha große Naturschutzgebiet Bruch bei Stettfeld und westlich der Hardtsee. Der Ort liegt an der Bertha Benz Memorial Route.

## Bauwerke

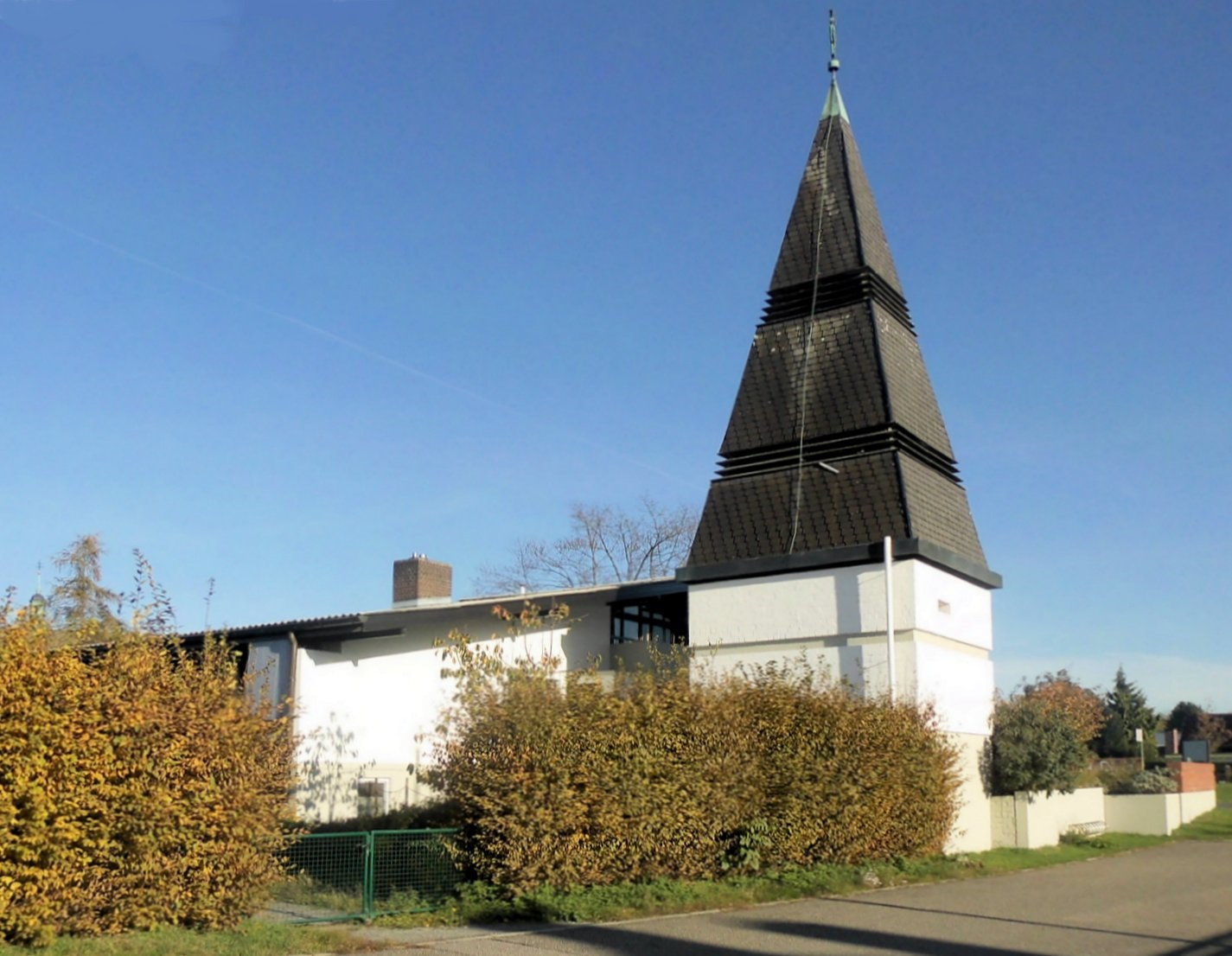
Evangelische Gnadenkirche Ubstadt

- Sankt-Andreas-Kirche (Barock)
- evangelische Gnadenkirche
- „Preußensäule“ bei Ubstadt